# Joshua Rudoy
Joshua Rudoy (* 9. Dezember 1975 in Encino, Kalifornien) ist ein US-amerikanischer Schauspieler und ehemaliger Kinderdarsteller.

## Leben und Karriere
Rudoy wurde im kalifornischen Encino geboren und wuchs in Los Angeles auf. Er hat eine jüngere Schwester.
Er begann seine Karriere als Kinderdarsteller im Alter von elf Jahren in zwei Folgen der von Steven Spielberg produzierten Fernsehserie Unglaubliche Geschichten (auch: Fantastische Geschichten).
Es folgten 1987 Gastauftritte in Alf und Disney-Land. Einem breiten Publikum wurde er im selben Jahr als Ernie Henderson in dem Film Bigfoot und die Hendersons an der Seite von John Lithgow und Kevin Peter Hall bekannt und als Reginald Ernest „R. E.“ Davis in Die Monsterbraut.
Eine wiederkehrende Rolle hatte er zwischen 1987 und 1988 als Eric in der Fernsehserie Die Schöne und das Biest mit Linda Hamilton und Ron Perlman in den Hauptrollen. Im Alter von 15 Jahren war er in der Rolle von Billy Mahoney in Flatliners – Heute ist ein schöner Tag zum Sterben zu sehen sowie in der Fernsehserie Der Familienschreck als Cory Brannigan – seinem letzten Auftritt vor der Kamera. Im deutschen Sprachraum wurde Rudoy unter anderem von Tarek Helmy und Thomas Klatte synchronisiert.
Von 1990 bis 1994 besuchte er die Montclair College Preparatory School in Van Nuys und studierte im Anschluss, von 1995 bis 1999, Kommunikationswissenschaften an der University of Southern California. Er begann 2004 eine Karriere im Finanzdienstleistungsbereich bei UBS Wealth Management in Beverly Hills und wechselte 2007 als Finanzberater zu Morgan Stanley, wo er für Kunden Konzepte während der damaligen Finanzkrise entwickelte. 2012 war er neben Adam Scott Mitbegründer von Argyle Capital Partners mit Sitz in Century City.
Rudoy ist zudem Präsident und Mitglied im Verwaltungsrat des Wilshire Rotary Club und als ehemaliger Kinderdarsteller seit 2015 Mitglied des Beirats des „Looking Ahead“-Programms des Actors Fund, das jungen Schauspielern und deren Familien hilft, sich im harten Umfeld der Unterhaltungsindustrie zu behaupten.
Er lebt mit seiner Frau Kathy und zwei Söhnen in Los Angeles.

## Nominierungen
Rudoy war zweimal für den Young Artist Award nominiert. Im Jahr 1988 in der Kategorie Best Young Actor in a Motion Picture – Comedy für
Bigfoot und die Hendersons und im Jahr 1991 in der Kategorie Best Young Actor Starring in a New Television Series für Der Familienschreck.

## Filmografie (Auswahl)
- 1986: Unglaubliche Geschichten (Fernsehserie)
- 1987: Alf (Fernsehserie)
- 1987: Disney-Land (auch: Disneyland; Fernsehserie)
- 1987: Die Monsterbraut
- 1987: Bigfoot und die Hendersons (Harry and the Hensersons)
- 1987–1988: Die Schöne und das Biest  (Fernsehserie)
- 1990: Flatliners – Heute ist ein schöner Tag zum Sterben
- 1990–1991: Der Familienschreck (Fernsehserie)